# Brownlowia helferiana
Brownlowia helferiana är en malvaväxtart som beskrevs av Jean Baptiste Louis Pierre. Brownlowia helferiana ingår i släktet Brownlowia och familjen malvaväxter. Inga underarter finns listade i Catalogue of Life.